# Arne Larsen (fondeur)
Pour les articles homonymes, voir Arne Larsen.
Arne Larsen est un ancien fondeur norvégien né le 7 juillet 1909.

## Championnats du monde
- Championnats du monde de ski nordique 1938 à Lahti 
  -  Médaille d'argent en relais 4 × 10 km.